# Hydrolagus colliei

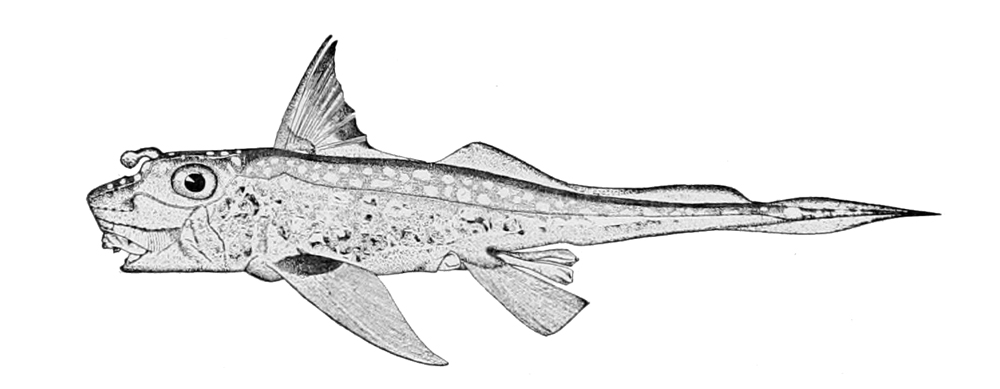
Hydrolagus colliei (ilustração)

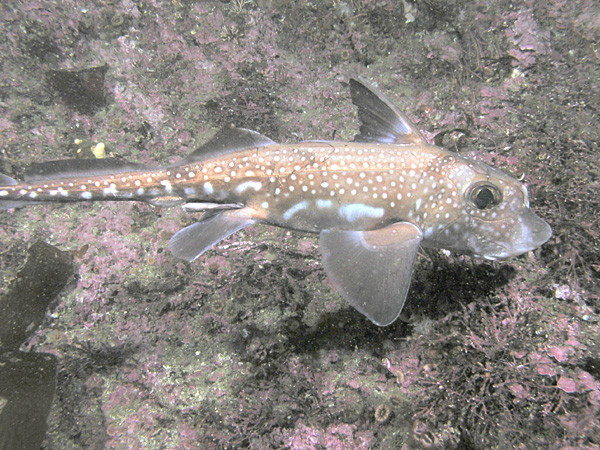
Hydrolagus colliei

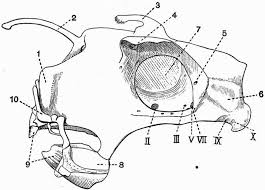
Vista lateral mostrando as características gerais do crânio: a mandíbula superior é fundida com o crânio; e ambos os dentes superiores e inferiores são em forma de placa (ver 9). É de notar que a espécie possui apêndice cartilaginoso na região frontonasal (ver 2), uma característica comum das quimeras

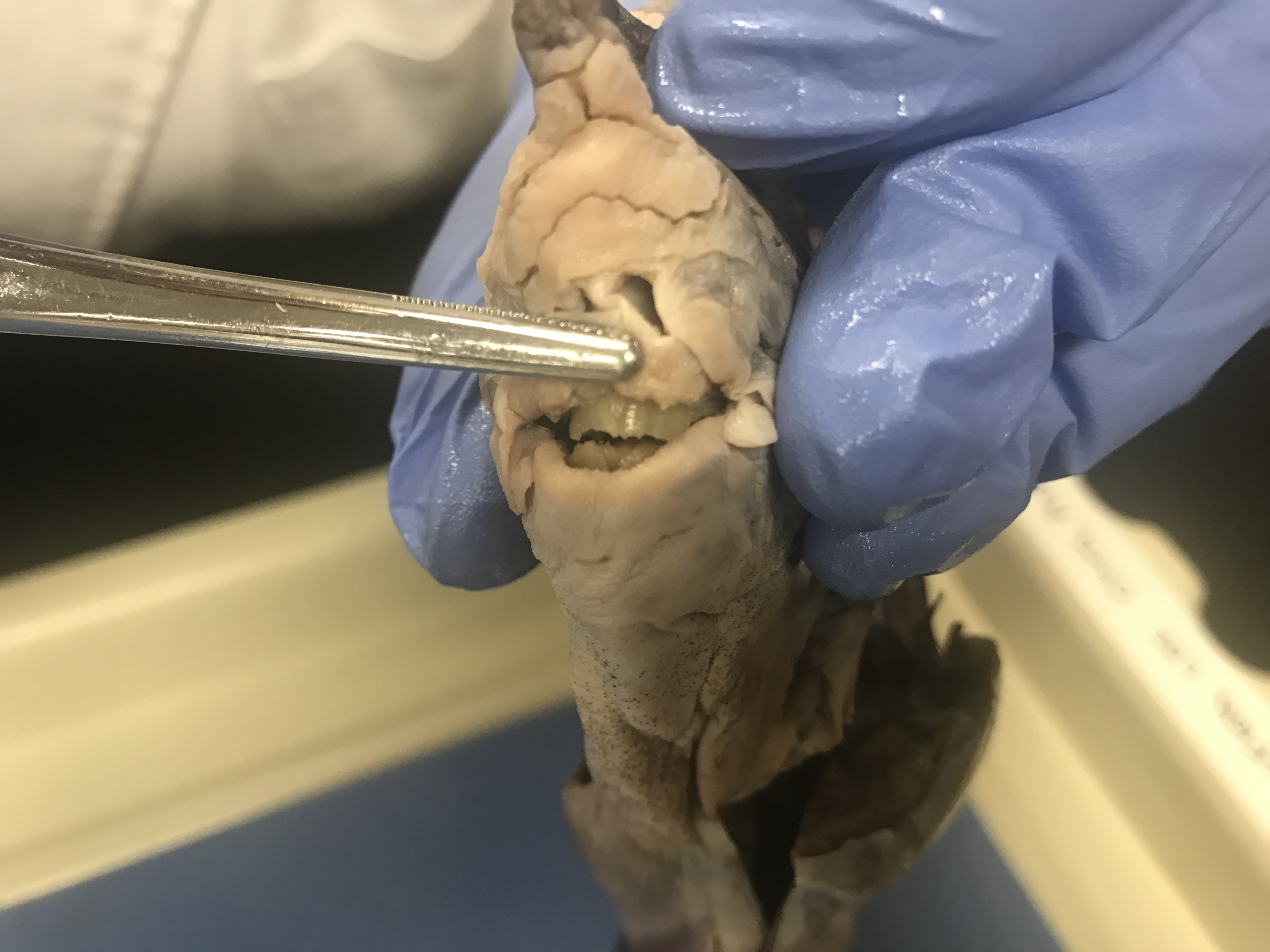
Vista frontal dos dentes em placa, mineralizados e permanentes de H. colliei

Hydrolagus colliei é um peixe cartilagíneo do género Hydrolagus da família Chimaeridae, conhecido pelo nome comum de quimera ou ratão. O corpo desta espécie é desprovido de escamas, com linha lateral proeminente e um grande espinho anterior à primeira barbatana dorsal. Ao contrário da maioria de seus parentes, que são totalmente restritos a águas profundas, esta espécie é mantida em aquários públicos.

## Descrição
O nome genérico Hydrolagus, deriva dos vocábulos gregos ὕδωρ, "água", e λαγώς/λαγῶς, "lebre, e o epíteto específico tem como epónimo o escocês Alexander Collie, cirurgião naval e naturalista. Esta espécie é de ocorrência comum em grande parte do seu território de distribuição natural, mas normalmente não é consumida pelos humanos (a carne é insípida e com um sabor residual desagradável) pelo que não é comercialmente capturada.
Hydrolagus colliei tem uma aparência muito distinta em comparação com espécies de peixes pertencentes a outros grupos taxonómicos. A fêmea tem até 38 cm de comprimento, sendo muito maior que o macho. Estes peixes apresentam uma pele lisa e sem escamas, com uma coloração com laivos brônzeos e prateados, muitas vezes com tons cintilantes dourados, azuis e verdes. O dorso e os lados são salpicados por manchas brancas, especialmente ao longo do dorso, características que contribuem para o nome comum de ratão-malhado. Apresenta bordos escuros que delineiam as barbatanas caudal e dorsal, enquanto as barbatanas peitorais têm um contorno translúcido. As barbatanas peitorais são grandes e triangulares, estendendo-se lateralmente para fora do corpo como asas de avião. Apresentam um espinho venenoso localizada no bordo anterior da barbatana dorsal, que é usado em defesa. Apesar de venenoso, não representa sério perigo para os humanos, embora possa causar ferimentos dolorosos, sendo conhecido por matar focas (Phoca vitulina) que engulam estes peixes, morte causada pelo espinho que penetra no tecido do estômago ou esófago.
A cauda constitui quase metade do comprimento total destes peixes e assemelha-se a uma cauda pontiaguda de um rato. Sendo um peixe cartilagíneo, o corpo é suportado por cartilagem e não por um esqueleto ósseo. Apresenta focinho em forma de bico de pato e um rosto com características morfológicas que fazem lembrar uma lebre. A boca é pequena e contém um par de dentes na mandíbula inferior, em forma de incisivos direcionados para a frente, e dois pares na mandíbula superior. Ao contrário dos tubarões, que têm dentes afilados que são facilmente substituíveis, os dentes desta espécie são em forma de placa, mineralizados e permanentes, o que ajuda a moer as suas presas. Como muitos peixes ósseos, mas ao contrário de seu grupo irmão, o Elasmobranchii, a mandíbula superior das quimeras é fundida com o crânio.
Embora as mandíbulas sejam moles e as bocas sejam relativamente pequenas, a espécie apresenta o maior quociente de força de mordida e de força da mandíbula conhecidos entre os Holocephali, o que suporta sua capacidade de consumir presas de comparativamente grande dimensão e animais com carapaça. Uma de suas características mais fascinantes destes peixes são os seus grandes olhos verde-esmeralda, capazes de reflectir a luz, semelhante aos olhos de um gato.

### Distribuição e habitat
Hydrolagus colliei é uma quimera com distribuição natural nas costas norte-americanas do Pacífico Nordeste. Frequentemente encontrado por mergulhadores à noite nas águas costeiras, este peixe cartilaginoso recebe o seu nome comum da presença de uma característica cauda pontiaguda, semelhante à de um rato. O ratão liberta ovos protegidos por um invólucro coreáceo (conhecido por bolsa de sereia) nos fundos lodosas ou arenosas de águas pouco profundas que são frequentemente confundidas pelos mergulhadores como algo inanimado. Embora seja essencialmente uma espécie de águas profundas, ocorre em profundidades mais baixas na parte norte de sua faixa de distribuição natural.
A espécie ocorre a região que vai desde as costas do Alaska até às costas oceânicas da Península de Baja California, com populações isoladas no Golfo da Califórnia. A espécie é abundante na maior parte da sua região de distribuição natural, mas é mais frequente nas costas do Oregon, Washington e British Columbia.
A espécie ocorre numa faixa de profundidade que se estende desde 0 a 913 m abaixo do nível do mar, mas a sua ocorrência é mais comum entre 50 e 400 m de profundidade. A espécie é mais frequente no rebordo superior do talude continental, especialmente em áreas de fundo arenoso. Normalmente ocorre mais próximo da linha de costa na parte norte da sua região de distribuição, afastando-se gradualmente do litoral à medida que se aproxima do seu limite meridional. Ainda assim é uma ocorrência comum em torno dos 30 m de profundidade nas costas da Califórnia.
Os exemplares adultos de H. colliei tendem a se aproximar de águas menos profundas durante a primavera e o outono, migrando para águas mais profundas no verão e no inverno. Durante a maior parte do ano, preferem temperaturas entre 7 e 9 °C, mas sazonalmente movem-se para águas ligeiramente mais quente. Apesar da espécie preferir fundos de areia ou lama. também ocorrem em torno de recifes rochosos do fundo do oceano. Ao contrário da maioria das restantes espécies de quimeras, cuja ocorrência está restrita a águas profundas, espécimes de H. colliei podem ser mantidos em aquários públicos, sendo contudo necessário cumprir requisitos de pouca luz e baixa temperatura (geralmente 8-12 °C).
Estes peixes alimentam-se nadando lentamente pouco acima do fundo do mar em busca de presas. Localização das presas é feita pelo cheiro e pela detecção dos campos eléctricos por elas produzidos. O período habitual de caça é à noite, período em migram para águas pouco profundas em cujos fundos o alimento é mais abundante. São particularmente atraídos por alimentos crocantes, ou seja com carapaças mais ou menos endurecidas, como caranguejos e amêijoas. Além destes, também se alimenta de camarões, vermes, pequenos peixes, pequenos crustáceos e estrelas-do-mar.
Por sua vez a espécie é predada por predadores de maiores dimensões, com destaque para diversas espécies de tubarão, nomeadamente os esqualos (Squalidae) e a espécie Galeorhinus galeus, por grandes peixes (com destaque para Hippoglossus stenolepis), pinípedes e, no caso dos espécimes mais pequenos, algumas aves marinhas, entre as quais o airo Cepphus columba.

### Reprodução

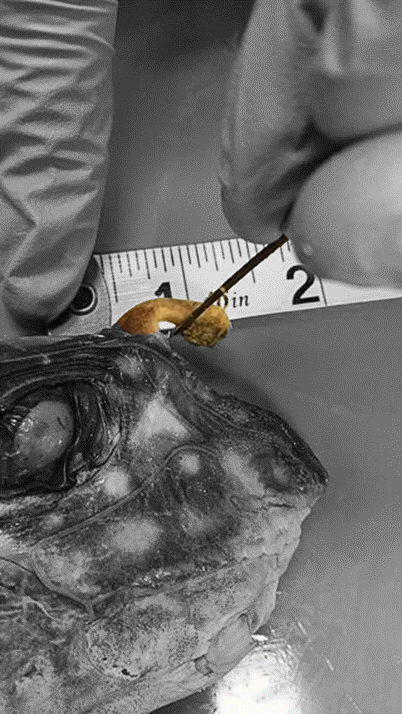
Clásper cefálico (ou tentáculo frontal) de H. colliei (colorido).

Como a maioria dos tubarões, a espécie H. colliei é ovípara. O seu período de desova atinge o pico durante a primavera, mas prolonga-se até ao outono. Durante esse período, a fêmea liberta em cada 10–14 dias até dois ovos fertilizados, depositando-os sobre áreas de fundo de areia ou lama. O processo de extrusão pode durar de 18 a 30 horas e todo o processo de postura pode durar de 4 a 6 dias.
Os ovos são protegidos por um invólucro coreáceo, a cápsula de ovos ou bolsa de sereia, com cerca de 12 cm de comprimento, ligado a um longo filamento que é usado para prender a cápsula ao fundo do oceano quando é solta pela mãe. As fêmea permanecem nadando em torno de seus ovos recém-colocados durante algum tempo, tentando impedir que os predadores os destruam.
O desenvolvimento do ovo pode levar até um ano, sendo frequente os invólucros contendo os ovos serem confundidos com objectos inanimados por mergulhadores. Quando os juvenis finalmente eclodem, têm aproximadamente 5,5 cm de comprimento, tingindo 12 cm de comprimento no final do primeiro ano de vida.
Os machos apresentam múltiplas características sexuais secundárias, as quais incluem um par de cláspers pélvicos e um clásper frontal (também designado por tentáculo frontal). Os cláspers pélvicos estão localizados na região ventral e projectam-se para fora das barbatanas pélvicas e são responsáveis pela condução dos espermatozoides para o oviduto da fêmea. O interior do clásper pélvico é suportado por cartilagem e separado em dois ramos, terminando num lóbulo carnoso no extremo posterior.